# Підгородненська сільська рада (Золочівський район)
| Підгородненська сільська рада — колишній орган місцевого самоврядування у Золочівському районі Львівської області з адміністративним центром у с. Підгородне. Історична дата утворення: в 1994 році. Сільській раді підпорядковані населені пункти: - с. Підгородне |

## Склад ради
Рада складається з 14 депутатів та голови.

### Керівний склад ради
| ПІБ                              | Основні відомості                                                                                         | Дата обрання | Дата звільнення |
| -------------------------------- | --- | ------------ | --------------- |
| Саламак Василь Михайлович        | Сільський голова, 14.06.1972 р.н. освіта вища                                                             | 25.10.2015   |                 |
| Ковалик Олег Юрійович            | Сільський депутат, 23.10.1967 р.н. освіта вища, приватний підприиємець                                    | 25.10.2015   |                 |
| Вороновська Мирослава Іванівна   | Сільський депутат, 15.02.1986 р.н. освіта вища, студент заочної форми                                     | 25.10.2015   |                 |
| Мединська Наталія Богданівна     | Сільський депутат, 30.03.1968 р.н. освіта середня спеціальна, не працює                                   | 25.10.2015   |                 |
| Вовнянка Роман Володимирович     | Сільський депутат, 03.09.1976 р.н. освіта вища, викладач Золочівського коледжу НУ "Львівська політехніка" | 25.10.2015   |                 |
| Городиловська Ірина Михайлівна   | Сільський депутат, 27.08.1972 р.н. освіта вища, секретар сільської ради                                   | 25.10.2015   |                 |
| Нечай Роман Ярославович          | Сільський депутат, 23.06.1964 р.н. освіта вища, не працює                                                 | 25.10.2015   |                 |
| Кусмина Тарас Любомирович        | Сільський депутат, 26.09.1962 р.н. освіта середня спеціальна, слюсар                                      | 25.10.2015   |                 |
| Дзендровський Григорій Семенович | Сільський депутат, 09.01.1952 р.н. освіта середня спеціальна, пенсіонер                                   | 25.10.2015   |                 |
| Бандура Богдан Ярославович       | Сільський депутат, 10.03.1985 р.н. освіта вища, монтер ЕКУ                                                | 25.10.2015   |                 |
| Барна Анна Іванівна              | Сільський депутат, 24.04.1959 р.н. освіта вища, приватний підриємець                                      | 25.10.2015   |                 |
| Ковалик Юрій Романович           | Сільський депутат, 25.04.1969 р.н. освіта вища, пенсіонер                                                 | 25.10.2015   |                 |
| Кравчук Василь Дмитрович         | Сільський депутат, 24.01.1962 р.н. освіта вища, пенсіонер                                                 | 25.10.2015   |                 |
| Савчук Ігор Ярославович          | Сільський депутат, 02.05.1974 р.н. освіта вища, працівник банку                                           | 25.10.2015   |                 |
| Грицай Ольга Мирославівна        | Сільський депутат, 24.02.1974 р.н. освіта середня спеціальна, медсестра                                   | 25.10.2015   |                 |

Примітка: таблиця складена за даними джерела